# 向華強
向華強（英語：Charles Heung，1948年12月16日—），香港電影出品人、中國星集團董事會主席和電影監製及演員。
其父向前是香港黑幫新義安創辦人、三合會成員，其長兄向華炎在其父被港英政府以危害社會安全為由驅逐出境後繼任新義安龍頭。

## 簡介
向华强出生于广东。父親向前是中華民國國軍少將，為黑社會新義安創辦人、三合會成員。他在向氏13個兄弟中排行第10，首任前妻為1970年代台灣演員丁珮（原名唐美麗），育有1女：向詠恆（又名向均羚），第二任妻子是同樣來自台湾的電影製片人陈嵐（原名陳明英），育有2子：长子向佐（原名向展平），二子向佑（原名向展凡）。
向華強早年就讀九龍城獅子石道立志幼稚園（1954年畢業，與其排行第九的親姊向華麗為同屆畢業生）和民生書院（1967年中五，與名廚甄文達為同屆同學），1969年曾以民生書院學生身份參加由南華體育會舉辦的第23屆全港學運大會。向氏長年投身香港電影業，在中華民國軍教片《黃埔軍魂》電影中出飾一名由軍校學員升任陸軍軍官學校校長的角色，並因此獲中華民國國防部頒發「陸海空軍褒揚令」表揚。1983年与弟弟向华胜创办永盛电影公司，1993年分道揚鑣。夫妻二人於1994年成立永盛娛樂（中國星前身），并主演过多部电影，包括，《藍江傳之反飛組風雲》中饰演蓝江、《赌神》、《赌俠》、《赌神2》中饰演龙五等，1996年经营中国星集團有限公司，出品过電影《黑金》、《龙在江湖》、《暗战》、《孤男寡女》、《瘦身男女》、《大隻佬》、《神探》等，其中1992年的《蓝江传》获提名第十二屆香港電影金像獎最佳男主角。

## 爭議

### 申請移民台灣被拒
向華強的妻子陳嵐及兒子向佐的妻子郭碧婷都是台灣人，2020年底，向華強與兒子向佐向台灣移民署申請「依親移民」。2021年2月25日，台灣移民署證實，雖然向華強有香港政府無犯罪記錄證明擔保，但因其向氏家族有黑社會背景，本人更在台灣「一清專案」的機密文件中被標明為香港黑幫新義安的老大，在台亦有前科及政治立場靠近中共，即「又紅又黑」而拒絕其申請。

## 政治立場
向華強曾經表示自己支持港區國安法立法的聲明。

## 电影

### 演员
- 1973年《莫名其妙發橫財》
- 1973年《猛漢》
- 1973年《狂風暴雨》
- 1973年《龍虎地頭蛇》
- 1973年《分秒必爭》
- 1973年《人魚戀》
- 1973年《老虎燕星》 飾演 馬森
- 1974年《鐵証》飾演 姜華陽
- 1974年《猛虎鬥狂龍》
- 1975年《盲女奇緣》
- 1975年《銀海浪子》
- 1975年《英雄榜》飾演 鄭世宏
- 1975年《咆哮山林》
- 1975年《重建精武門》
- 1976年《鱷潭群英會》
- 1977年《秋詩篇篇》
- 1978年《梁山怪招》
- 1978年《交貨》
- 1978年《紮馬》 飾演 劉三眼
- 1978年 《黄埔军魂》飾演 劉志良
- 1989年 《至尊无上》飾演 龍哥
- 1989年 《赌神》飾演 龍五
- 1990年 《赌侠》飾演 龍五
- 1991年 《五亿探长雷洛传II之父子情仇》飾演 藍江
- 1991年 《赌侠Ⅱ之上海滩赌圣》飾演 龍五
- 1992年 《蓝江传之反飞组风云》飾演 藍江
- 1992年 《庙街十二少》飾演 蓝江
- 1994年 《赌神2》飾演 龍五
- 2004年 《这个阿爸真爆炸》飾演 家長
- 2016年 《赌城风云III》飾演 龍五

### 出品
- 1987年 《義本無言》 .... 出品人
- 1988年 《火舞风云》 .... 出品人
- 1989年 《赌神》 .... 出品人
- 1989年 《傲气雄鹰》 .... 监制
- 1989年 《追女重案组》 .... 监制
- 1990年 《捉鬼合家欢》 .... 监制
- 1990年 《皇家赌船》 .... 出品人
- 1991年 《非洲和尚》 .... 出品人
- 1992年 《庙街十二少》 .... 出品人
- 1992年 《战龙在野》 .... 监制
- 1992年 《黑豹传说》 .... 出品人
- 1993年 《护花情狂》 .... 出品人
- 1993年 《逃学威龙3之龙过鸡年》 .... 出品人
- 1993年 《武状元苏乞儿》 .... 出品人
- 1993年 《倚天屠龍記之魔教教主》 .... 出品人
- 1993年 《黃飛鴻之鐵雞鬥蜈蚣》 .... 出品人
- 1993年 《唐伯虎点秋香》 .... 出品人
- 1994年 《天與地》 .... 出品人
- 1994年 《新天龍八部之天山童姥》 .... 出品人
- 1994年 《九品芝麻官》 .... 出品人
- 1994年 《錦繡前程》 .... 出品人
- 1995年 《給爸爸的信》 .... 出品人
- 1995年 《慈禧秘密生活》 .... 出品人
- 1995年 《小飞侠》 .... 出品人
- 1995年 《大冒險家》 .... 出品人
- 1995年 《百變星君》 .... 出品人
- 1995年 《呆老拜壽》 .... 出品人
- 1995年 《山水有相逢》 .... 出品人
- 1995年 《烈火战车》 .... 出品人
- 1996年 《飛虎隊》 .... 出品人
- 1996年 《大內密探零零發》 .... 出品人
- 1996年 《冒险王》 .... 出品人
- 1996年 《黑侠》 .... 出品人
- 1996年 《新上海灘》 .... 出品人
- 1997年 《天若有情III烽火佳人》 .... 出品人
- 1997年 《黄飞鸿之西域雄狮》 .... 出品人
- 1997年 《天地雄心》 .... 出品人
- 1997年 《求戀期》 .... 出品人
- 1997年 《對不起，多謝你》 .... 出品人
- 1997年 《阴阳路之我在你左右》 .... 出品人
- 1997年 《誤人子弟》 .... 出品人
- 1997年 《龍城正月》 .... 出品人
- 1997年 《恐怖雞》 .... 出品人
- 1997年 《黑金》 .... 出品人
- 1998年 《陰陽路之升棺發財》 .... 出品人
- 1998年 《碧血藍天》 .... 出品人
- 1998年 《杀手之王》 .... 出品人
- 1998年 《龍在江湖》 .... 出品人
- 1998年 《賭俠1999》 .... 出品人
- 1999年 《黑馬王子》 .... 出品人
- 1999年 《原始武器》 .... 出品人
- 1999年 《赌侠大战拉斯维加斯》 .... 出品人
- 1999年 《暗战》 .... 出品人
- 1999年 《我愛777》 .... 出品人
- 2000年 《笨小孩》 .... 出品人
- 2000年 《生死拳速》 .... 出品人
- 2000年 《决战紫禁之巅》 .... 出品人
- 2000年 《極速傳說》 .... 出品人
- 2000年 《孤男寡女》 .... 出品人
- 2000年 《恋战冲绳》 .... 出品人
- 2000年 《辣手回春》 .... 出品人
- 2000年 《江湖告急》 .... 出品人
- 2000年 《天有眼》 .... 出品人
- 2001年 《頭號人物》 .... 出品人
- 2001年 《钟无艳》 .... 出品人
- 2001年 《老夫子2001》 .... 出品人
- 2001年 《等候董建華發落》 .... 出品人
- 2001年 《愛上我吧》 .... 出品人
- 2001年 《野獸之瞳》 .... 出品人
- 2001年 《瘦身男女》 .... 出品人
- 2001年 《蜀山傳》 .... 出品人
- 2001年 《絕世好Bra》 .... 出品人
- 2001年 《廢柴同盟》 .... 出品人
- 2001年 《男歌女唱》 .... 出品人
- 2002年 《暗戰2》 .... 出品人
- 2002年 《無限復活》 .... 出品人
- 2002年 《嚦咕嚦咕新年財》 .... 出品人
- 2002年 《衛斯理藍血人》 .... 出品人
- 2002年 《豬扒大聯盟》 .... 出品人
- 2002年 《我左眼見到鬼》 .... 出品人
- 2002年 《絕世好B》 .... 出品人
- 2002年 《我家有一隻河東獅》 .... 出品人
- 2002年 《每天嚇你8小時》 .... 出品人
- 2003年 《黑俠II》 .... 出品人
- 2003年 《百年好合》 .... 出品人
- 2003年 《奇逢敵手》 .... 出品人
- 2003年 《失憶𠝹女王》 .... 出品人
- 2003年 《絕種好男人》 .... 出品人
- 2003年 《低一點的天空》 .... 出品人
- 2003年 《我的婆婆黃飛鴻》 .... 出品人
- 2003年 《黑白森林》 .... 出品人
- 2003年 《戀上你的床》 .... 出品人
- 2003年 《我的麻煩老友》 .... 出品人
- 2003年 《少年往事》 .... 出品人
- 2003年 《大只佬》 .... 出品人
- 2003年 《絕種鐵金剛》 .... 出品人
- 2003年 《豪情》 .... 出品人
- 2003年 《愛，斷了線》 .... 出品人
- 2003年 《忘不了》 .... 出品人
- 2004年 《鬼馬狂想曲》 .... 出品人
- 2004年 《七年很癢》 .... 出品人
- 2004年 《这个阿爸真爆炸》 .... 出品人
- 2004年 《戀情告急》 .... 出品人
- 2004年 《絕世好賓》 .... 出品人
- 2004年 《柔道龙虎榜》 .... 出品人
- 2004年 《煎釀叁寶》 .... 出品人
- 2004年 《身驕肉貴》 .... 出品人
- 2004年 《小白龍情海翻波》 .... 出品人
- 2005年 《喜馬拉亞星》 .... 出品人
- 2005年 《借兵》 .... 出品人
- 2005年 《做頭》 .... 出品人
- 2005年 《非常青春期》 .... 出品人
- 2005年 《凶男寡女》 .... 出品人
- 2005年 《雀圣》 .... 出品人
- 2005年 《黑社會》 .... 出品人
- 2005年 《妃子笑》 .... 出品人
- 2006年 《最愛女人購物狂》 .... 出品人
- 2006年 《血戰到底》 .... 出品人
- 2006年 《爱上尸新娘》 .... 出品人
- 2006年 《戀愛初歌》 .... 出品人
- 2006年 《黑社会以和为贵》 .... 出品人
- 2007年 《黑拳》 .... 出品人
- 2007年 《魔鬼天使》 .... 出品人
- 2007年 《降頭》 .... 出品人
- 2007年 《神探》 .... 出品人
- 2008年 《黑勢力》....出品人
- 2008年 《夺帅》 .... 出品人
- 2008年 《内衣少女》 .... 出品人
- 2009年 《再生號》.... 出品人
- 2009年 《撲克王》.... 出品人
- 2016年 《賭城風雲III》.... 聯合出品人
- 2016年 《封神傳奇》.... 出品人
- 2019年 《我的拳王男友》.... 出品人
- 2021年 《真·三國無雙》.... 聯合出品人

## 电视剧
- 1997年 《縱橫四海》
- 1997年 《儂本多情》
- 1997年 《花和尚外傳》
- 1997年 《绝地苍狼》
- 1997年 《鴉片戰爭演義》
- 1997年 《原野》
- 1998年 《上海之戀》
- 1998年 《祝君早安》
- 1998年 《新少年五祖》
- 1998年 《小兵阿福》
- 1998年 《食神》
- 1998年 《球愛情緣》
- 1998年 《江山美人》
- 1998年 《情牽日月星》
- 1998年 《難得有情人》
- 1999年 《中華大丈夫》

## 外部連結
- 龙五先生向華強的新浪微博
- 向華強在互联网电影资料库（IMDb）上的資料（英文）
- 在AllMovie上向華強的頁面（英文）
- 向華強在香港影庫上的簡介
- 向華強在豆瓣上的资料（简体中文）
- 向華強在时光网上的簡介（简体中文）
- 向華強：中文電影資料庫 （页面存档备份，存于）